# Jad

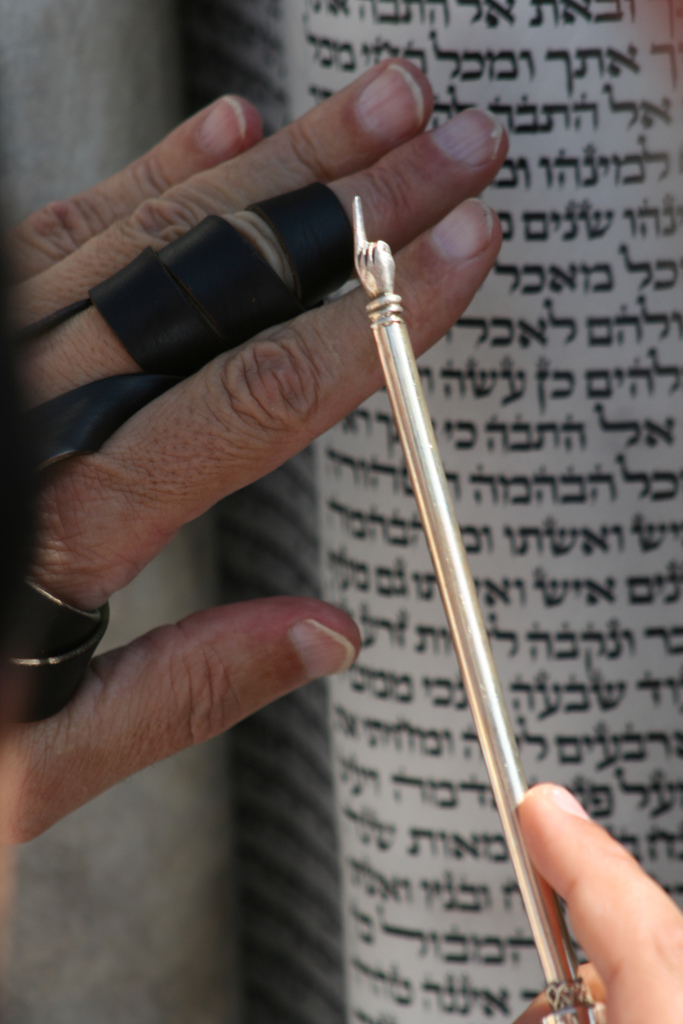
Een thorarol met jad

Een jad (Hebreeuws: יד, Jiddisch: ט, "hand") is een zilveren bladwijzer die in de synagoge wordt gebruikt tijdens het voorlezen uit de Thora.
Behoudens de praktische reden om tijdens het lezen de tekst aan te wijzen wordt de jad gebruikt uit eerbied voor de Thora en om te voorkomen dat de tekst vervuild/beschadigd raakt door direct vingercontact.
Jad heeft meerdere betekenissen. Jad betekent 'hand' en de aanwijzer heeft de vorm van een stok met daaraan een handje. Van dit Hebreeuwse woord komt ook 'jatten', als zelfstandig naamwoord voor 'handen' en als werkwoord voor 'stelen'. 
Jad staat ook voor gedenkteken. Zo heet de in Israël gevestigde instelling voor het herdenken van de Joodse slachtoffers van de Holocaust en de redders van Joden, Jad Wasjem. 